# Microdializă
Microdializa reprezintă o tehnică minim invazivă ce permite verificarea in vivo a moleculelor generate sau transportate prin spațiul extracelular al unui organ. Este folosită, de asemenea, pentru testarea fluidelor corporale, cum ar fi sângele.